# Metropolitano de Guarenas-Guatire
O Metrô de Guarenas-Guatire é um sistema de transporte Metropolitano de Caracas – Guarenas – Guatire é um projeto de metro urbano e trem leve suburbano que se executa para essas localidades do estado de Miranda, na região Central da Venezuela, nos Municípios de Sucre, Plaza e Zamora. Este projeto já foi aprovado pelo Governo desse país, sendo financiado com capital do FONDEN (Fundo de Desenvolvimento Nacional), para onde se destinam os excedentes das reservas internacionais do país.

## História
Depois de ser submetido a diversas avaliações e estudos de viabilidade finalmente o projeto foi aprovado pelo governo venezuelano que, no mês de dezembro de 2006, sub-escreveu quatro contratos de construção com a empresa brasileira Odebrecht (atual OEC) que foram firmados pelos diretores da empresa Euzenando Prazeres de Azevedo e Antonio Daiha, assim como o presidente da empresa venezuelana Vinccler, Juan Francisco Clérico. Uma das partes do contrato se refere à construção do Metro ligeiro de à Guarenas-Guatire.
No total são 10 estações novas e uma de transferência. Tem um custo ao redor de 2.000 milhões de dólares. As obras serão executadas em um prazo estimado de 64 meses.
Os trabalhos para sua construção foram iniciados em 18 de março de 2007. Quando se conclua em julho 2012, este sistema de metro permitirá o desafogamento da Autopista Gran Mariscal de Ayacucho em sua linha Petare-Guarenas, que é usada por milhares de veículos diariamente e que em horas de pico se congestiona e produz largas e molestas colas, além de impulsionar o desenvolvimento das populações vizinhas para a construção do projeto, qualidade de vida da população, desenvolvimento de obras civis e sociais, criar complexos urbanísticos, comerciais e recreativos.
Em 22 de fevereiro de 2008 o Governo nacional mediante o decreto Nº 5.884 publicado na Gazeta Oficial Nº 38.876 e por Causa da utilidade pública ordenou a afetação de 1.358 hectares de terreno entre a capital e os municípios do estado de Miranda por onde passara o novo sistema de metro, isto para facilitar as atividades de construção da obra, já seja mediante a negociação ou a desapropriação na jurisdição de Petare e Caucagüita do município de Sucre, Guarenas do município Plaza e Guatire do município Zamora.
A princípios de março de 2008 se iniciam além dos trabalhos para a construção da estação Guarenas I no setor Plaza Sucre da Urbanização 27 de fevereiro, por parte da empresa construtora Odebrecht.

## Estações
Este sistema estará composto por duas fases:
- O trilho urbano, que percorre o Município Sucre desde a Estação Parque do Leste II, com a transferência da Linha 1 do Metro de Caracas, até a Estação Guaraira Repano (Petare Norte) com um comprimento de 6,7 km;
- O trilho suburbano, desde a Estação La Urbina Norte até a Estação Guatire II, de 31,4 km de comprimento.

| Trilho          | Nome da Estação    | Notas                                                        |
| --------------- | ------------------ | ------------------------------------------------------------ |
| Tramo Urbano    | Parque del Este    | Em construção, em serviço em 2016                            |
| Tramo Urbano    | Montecristo        | Em construção, em serviço em 2016                            |
| Tramo Urbano    | Boleíta            | Em construção, em serviço em 2016                            |
| Tramo Urbano    | El Marqués         | Em construção, em serviço em 2016                            |
| Tramo Urbano    | Guaraira Repano    | Em construção, em serviço em 2016- estação de transferencia. |
| Tramo Suburbano | Caucagüita *       | Em planejamento                                              |
| Tramo Suburbano | Belén *            | Em Planejamento                                              |
| Tramo Suburbano | 27 de Febrero      | Em construção, em serviço em 2016                            |
| Tramo Suburbano | Villa Panamericana | Em construção, em serviço em 2016                            |
| Tramo Suburbano | Castillejo         | Em construção, em serviço em 2016                            |
| Tramo Suburbano | Villa Heroica      | Em construção, em serviço em 2016                            |

- No futuro se planeja a construção das estações Caucagüita, que conectará com o Metro Cable na zona de Filas de Mariches, e a estação Belén, na futura Cidade Belén projetada pelo Governo Nacional nas adjacências da Autopista Gran Mariscal de Ayacucho (Trilho Petare-Guarenas).